# Faty Papy
Faty Papy (Bujumbura, 18 de setembro de 1990 – Piggs Peak, 25 de abril de 2019) foi um futebolista burundinês que atuava como volante.

## Carreira em clubes
Revelado pelo AS Inter Star, Papy jogou 5 anos nas categorias de base do clube antes de subir ao time principal em 2006. Em dezembro de 2008 foi contratado pelo Trabzonspor, que o emprestou ao MVV em junho de 2009.. Em janeiro de 2011, o Trabzonspor anunciou a rescisão de contrato com Papy, que não disputou nenhuma partida oficial pelo clube, defendendo ainda APR FC, Bidvest Wits, Real Kings e Malanti Chiefs.

## Carreira internacional
Pela Seleção Burundinesa, Papy fez sua estreia em junho de 2008, num amistoso contra Seicheles. Em 11 anos de carreira internacional, o volante disputou 29 jogos e marcou 3 gols.

## Problemas cardíacos e morte
Durante sua passagem pelo Bidvest Wits, Papy descobriu que tinha problemas cardíacos, ficando 2 anos fora dos gramados. Ele ainda seria dispensado do Real Kings em janeiro de 2019 pelo mesmo motivo, mas decidiu seguir em atividade no futebol de Essuatíni.
Em 24 de abril, revelou ao jornal Summer Laduma que reconheceu o risco de morrer caso seguisse atuando profissionalmente, e um dia após a entrevista, desmaiou durante o jogo contra o Green Mamba, válido pelo Campeonato Essuatiniano, com apenas 15 minutos disputados. Levado às pressas ao hospital, foi declarado morto pouco depois.

## Títulos
AS Inter Star
- Campeonato Burundiano: 2008

APR FC
- Campeonato Ruandês: 2011, 2012